# Galicisk ponny
Den galiciska ponnyn, även kallad Pura raza galega eller cabalo galego är en hästras av ponnytyp som härstammar från Galicien i Spanien. Under koloniseringen av Amerika skickades många galiciska ponnyer till den amerikanska kontinenten och har därför ingått i utvecklingen av den mexikanska Galiceñoponnyn och även de förvildade Mustangerna i Nordamerika. Ponnyerna finns i tre olika typer men är i regel mellan 120 och 130 cm i mankhöjd och kan vara alla slags färger, dock är fux vanligast. Idag är rasen mycket ovanlig och lever i halvvilda flockar i Galicien, skyddade av det galiciska departementet. 

## Historia
Den galiciska ponnyn tros ha utvecklats i Galicien i Spanien för ca 2000 år sedan med hjälp av romerska och keltiska hästar, samt hästar som fördes till Galicien av sveberna, ett germanskt folkslag som vandrat till Galicien från Tyskland. De galiciska ponnyerna tillhör en familj av ponnyer som lever längs kustlinjen mot Atlanten, ända från Portugal och upp till Skottland och är på så sätt släkt med Garranon i Portugal och även Dartmoorponnyn och Exmoorponnyn från England. 
Under medeltiden använde man främst de galiciska ponnyerna som transportmedel. Bland annat hyrde man ut, eller bytte ut de galiciska ponnyerna mot andra hästar vid gränsen mellan Galicien och Kastilien då den galiciska ponnyn var tåligare och bättre lämpad för den tuffa terrängen i landet. Men när den spanska hästen utvecklats använde man sig mer sällan av de små ponnyerna,och man släppte helt enkelt ut dem i bergen i nordvästra Galicien. 
År 1973 genomfördes en studie över ponnyerna av Pedro Iglesias som räknade ponnyerna till ca 20 000 som levde halvvilt uppe i bergen. Idag är dock den siffran mycket lägre. En stambok skapades år 1994 för att hålla lite koll på stammen, samt för att kunna dokumentera avel av de ponnyer som föds upp i fångenskap. I dagsläget så sköts all skötsel och kontroll av stammarna av myndigheterna i Galicien. De halvvilda ponnyerna lever under beskydd från staten för att öka antalet ponnyer i hjordarna. 
För att öka intresset för ponnyn har man anorndat en festival i samband med den årliga insamlingen av de halvvilda hjordarna. Denna festival kallas curros och besökare och turister får vara med och samla ihop hästarna och kan sedan köpa några av dem, medan resten släpps fria igen, efter att man brännmärkt fölen och klippt ponnyernas manar och svansar. Denna festival ger mycket god ekonomisk tillförsel till regionen. 

## Egenskaper
Den galiciska ponnyn finns idag i tre olika typer som kan variera något mellan de olika regioner där de strövar fritt, men i regel är ponnyerna mellan 120 och 130 cm i mankhöjd och finns i alla färger. Dock är fux och brun vanligast på denna ras. Kroppen är kompakt och lågrektangulär med korta, men starka ben. Huvudet har en rak profil och halsen är kort, men väl formad. Ponnyerna har blivit väl härdade och tåliga av att få leva halvvilt, och blir sällan sjuka. På en del av ponnyerna kan äldre ston få en mustaschliknande behåring på överläppen.  
Ponnyerna lever halvvilt i bergen och samlas ihop en gång om året för att skötas om. Bland annat klipper man ponnyns man och svans och brännmärker de nya fölen. En del exemplar samlas ihop och säljs till privatpersoner. I fångenskap används ponnyerna främst till ridning för yngre barn. De ponnyer som inte säljs går ofta till produktion av hästkött. Förr användes även taglet som man klippte av till att göra målarpenslar. 